# Rak 650
Rak 650 – samochód wyścigowy, zaprojektowany i skonstruowany w 1957 roku przez Jerzego Jankowskiego pod marką Rak. Jankowski był również jego kierowcą. Samochód był napędzany przez silnik Triumph o pojemności 0,65 litra. Używany przede wszystkim w Wyścigowych Samochodowych Mistrzostwach Polski, zapewnił Jankowskiemu dwa tytuły mistrza Polski w 1958 roku. Po 1959 roku Jankowski przerobił samochód, który od 1961 roku był wystawiany jako Rak 1300.

## Tło
Jerzy Jankowski, konstruktor i wyścigowy kierowca motocyklowy, w 1953 roku zakończył karierę zawodniczą po wypadku odniesionym na Sześciodniówce w Czechosłowacji, po którym doznał poważnej kontuzji nogi. W trakcie pobytu w szpitalu zaprojektował motocykl wyścigowy o nazwie Moto-Rak (Rak był znakiem zodiaku Jankowskiego). Motocykl ten był wyposażony w silnik o pojemności 125 cm³, charakteryzował się także innowacyjną konstrukcją ramy i oprofilowania. Nigdy nie wziął udziału w wyścigach, a prace nad nim zawieszono w 1958 roku. W październiku 1957 roku Jankowski został kierownikiem Ośrodka Budowy Samochodów Wyczynowych w Warszawie.
W tym okresie w Wyścigowych Samochodowych Mistrzostwach Polski używano pojazdów SAM. Samochody te, konstruowane samodzielnie, opierały się przeważnie na podzespołach modeli wyprodukowanych przed II wojną światową. Idea SAM-ów wywodzi się od konkursu „Samochód Amatorski Motoru”, organizowanego przez motoryzacyjny tygodnik Motor od 1952 roku, w którym zachęcano do budowy samochodów własnej konstrukcji. Pierwszym wyścigowym SAM-em był pojazd skonstruowany przez Mariana i Stanisława Wierzbów, oparty na częściach Lancii Aprilii; wkrótce później SAM-y zbudowali także między innymi Michał Nahorski i Wiesław Gawron. Kierowcy SAM-ów zdobywali tytuły mistrzów Polski nieprzerwanie w latach 1953–1960. Samochody tego typu uczestniczyły w Wyścigowych Samochodowych Mistrzostwach Polski do 1964 roku.
W tych warunkach Jankowski powziął pomysł budowy samochodu wyścigowego własnej konstrukcji, a co za tym idzie – pierwszego zbudowanego od podstaw polskiego samochodu wyścigowego. Jankowski chciał skonstruować pojazd niezależnie od tego, w jakiej formule wyścigowej miałby on rywalizować. W owym czasie w Europie rozgrywano powszechnie mistrzostwa relatywnie taniej Formuły 3 z silnikami pochodzącymi od motocykli żużlowych. Takie mistrzostwa były również planowane w Polsce, a w ich ramach miały uczestniczyć jednolite samochody. Jednakże toczyła się wówczas dyskusja, czy nowe samochody wyścigowe należy budować w specyfikacji Formuły 3, czy też w specyfikacji planowanej Formuły Junior. Niezależnie od tych dyskusji Jankowski postanowił o budowie samochodu opartego na lekkiej ramie przestrzennej, napędzanego silnikiem motocyklowym oraz wykorzystującego podzespoły samochodów seryjnych jedynie w minimalnym stopniu.
W 1957 roku projekt takiego samochodu był już niemal całkowicie gotowy. Pod koniec roku wykonane było podwozie, a na początku 1958 – cały samochód. W rozwoju jego konstrukcji poza Jankowskim brali udział także Krzysztof Brun (współodpowiedzialny za karoserię), Zbigniew Kulczyński i Jerzy Przybysz. Powstały pojazd, nazwany „Rak” (od znaku zodiaku wszystkich odpowiedzialnych za budowę), Jankowski miał zamiar potraktować jako platformę testową dla zastosowanych rozwiązań.

## Silnik i skrzynia biegów
Do napędu Raka 650 posłużył silnik Triumph, pochodzący ze starszego modelu T110. Dysponował on mocą około 45 KM. Jednostka ta była umieszczona sztywno po prawej stronie ramy, tuż za ramieniem kierowcy. Sztywne umieszczenie silnika miało zapobiec wibracjom, oczekiwanym przy tego typu silniku. Silnik nie był przerabiany z wyjątkiem zastosowania dwóch gaźników Amal R27 (w oryginalnym silniku użyto jednego). Problemowi wibracji miało również zapobiec osobne umieszczenie komór pływakowych gaźników na ramie i połączenie ich elastycznym przewodem. Ponieważ wibracje silnika nie zostały w początkowej fazie wyeliminowane, a przyczyniały się między innymi do pękania poszycia nadwozia, Jankowski zamontował silnik w tulejach metalowo-gumowych. To rozwiązanie zapobiegło drganiom.
Skrzynia biegów pochodziła od motocykla NSU, natomiast sprzęgło było oparte na sprzęgle JAP, pochodzącym z żużlowego motocykla. Zmiana biegów dokonywała się poprzez cięgło rurkowe.
Samochód nie miał mechanizmu różnicowego. Zamiast niego zastosowano obudowę piasty tylnego przełożenia, wykonaną ze stopu magnezu. W obudowie tej umieszczono dwa łożyska kulkowe, łożyskujące dwie tuleje obrotowe. Do tych tulei przymocowano przeguby tylnych półosi oraz koło łańcuchowe i bęben hamulcowy.

## Nadwozie i zawieszenie
Rama przestrzenna Raka 650 została wykonana z rur stalowych z dodatkiem stopu chromu i molibdenu. Grubość ściany głównych rur wynosiła półtora milimetra. W tej konstrukcji przeważał zespół trójkątów, co dawało ramie dużą sztywność. Jej masa wynosiła 21,5 kg. Karoseria została wykonana z aluminium. Jej cechą charakterystyczną były głębokie wcięcia w przodzie, co zdaniem Jankowskiego wynikało z potrzeb aerodynamicznych. W przednich błotnikach znajdowały się dwa otwory zasłonięte cienką gumową folią, których celem było umożliwienie rurom teleskopowym wyjście poza obrys błotnika w momencie największego ugięcia resorowania. Nadwozie składało się z dwóch części połączonych w środku, co ułatwiało rozbiórkę pojazdu. Na tablicy przyrządów znajdował się obrotomierz, ciśnieniomierz oleju i wskaźnik temperatury oleju.
Na zawieszenie przednie składały się wahacze poprzeczne. Współpracowały one z rurami teleskopowymi, które połączono z wahaczem sworzniem. Rury te u góry były ułożyskowane w tulei ślizgowej, którą zamontowano przy pomocy silentblocku w przednich wysięgnikach ramy (wysięgniki te przybrały kształt litery V). Do rur teleskopowych przymocowano przy pomocy sworzni zwrotnice kół. Jako elementy resorujące posłużyły: sprężyna śrubowa (w której zamontowano teleskopy) i amortyzator olejowy Girling. Całkowity skok resorowania przedniego zawieszenia wynosił 120 mm.
Cechą tylnego zawieszenia było przymocowanie kół do otwartych, jednoprzegubowych półosi. Półosie te, prowadzone wzdłużnymi wahaczami, były podparte elementami resorującymi identycznymi jak w przednim zawieszeniu. Takie rozwiązanie tylnego zawieszenia spowodowało, iż siły boczne były przejmowane bezpośrednio przez półosie, po czym za pośrednictwem przegubów przekazywane na ułożyskowania obudowy piasty tylnego przełożenia łańcuchowego. Całkowity skok resorowania tylnego zawieszenia wynosił 130 mm.
Dwuobwodowy układ hamulcowy składał się z dwóch pomp hamulcowych umieszczonych przed pedałami kierowcy. Pompy te były napędzane za pośrednictwem wymiennego orczyka. Możliwość wymiany orczyka pozwalała na zmianę rozkładu hamowania. W przednich kołach zastosowano aluminiowe bębny hamulcowe o średnicy 250 mm, oparte na układzie Fiata 1100. W bębnach, dla lepszego chłodzenia, nawiercono otwory wentylacyjne oraz umieszczono aluminiowe nawiewki. Tylne koła miały jeden wspólny hamulec, pracujący za pośrednictwem półosi.
Na układ kierowniczy składała się przekładnia zębata pochodząca z IFA F8. Napędzała ona dwa drążki poprzeczne równej długości. Pochodzące z DKW koło kierownicy było zdejmowalne.
Samochód miał dwa zbiorniki paliwa: główny o pojemności 25 litrów, umieszczony za siedzeniem kierowcy, oraz przelewowy, umieszczony za głową kierowcy. Układ paliwowy stanowiła mechaniczna pompa paliwowa, napędzana za pomocą układu popychacza i ramienia amortyzatora. Pompa ta przepompowywała paliwo ze zbiornika głównego do przelewowego, który zasilał gaźniki; nadmiar paliwa spływał z powrotem do zbiornika głównego. Zbiornik oleju znajdował się pod siedzeniem pasażera. Między tym zbiornikiem a silnikiem zamontowany został filtr oleju.
Rozstaw kół przednich wynosił 1200 mm, tylnych – 1100 mm, a rozstaw osi – 2100 mm. Średnica kół – pochodzących od Fiata 1100 – wynosiła 15 cali. Masa samochodu bez paliwa i oleju wynosiła 280 kg.
Rak 650 był samochodem teoretycznie dwumiejscowym, co wymuszały przepisy mistrzostw Polski. Jednakże poprzez rozmieszczenie silnika i napędu oraz fakt, iż pedały znajdowały się w podłużnej osi samochodu, samochód ten mógł być łatwo przerobiony na wersję jednomiejscową.
Zbudowano jeden egzemplarz modelu.

## Rak 650 w wyścigach

### 1958
Samochód otrzymał w Wyścigowych Samochodowych Mistrzostwach Polski numer startowy 74, a jego kierowcą został Jerzy Jankowski. Rak 650 oficjalnie zadebiutował 22 czerwca 1958 roku w wyścigu w Łodzi. W klasie 750 cm³ Jankowski zajął drugie miejsce, ulegając Longinowi Bielakowi w SAM-ie. W klasie 1300 cm³ kierowca Raka odniósł natomiast zwycięstwo. W kolejnych zawodach, rozgrywanych 13 lipca w Opolu, Jankowski doświadczył problemów technicznych podczas treningów. Jednakże w wyścigach wygrał obie klasy, a w rywalizacji w klasie 1300 cm³ ustanowił również najszybsze okrążenie. Jankowski pominął trzecią rundę, rozgrywaną 28 września w Warszawie. W eliminacji w Częstochowie (26 października) wygrał w obu klasach. W wyścigu 750 cm³ uzyskał średnią prędkość 125,4 km/h, natomiast w klasie 1300 cm³ – 133 km/h, co stanowiło ówczesny rekord Polski. Jankowski zdobył tytuł mistrza Polski zarówno w klasie 750 cm³, jak i 1300 cm³.
10 sierpnia 1958 roku Jankowski i Bielak wystartowali w międzynarodowym wyścigu samochodowym w Budapeszcie, przy czym Jankowski startował Rakiem, a Bielak – Krabem. Rak i Krab – jedyne samochody klasy 750 – były najsłabszymi pojazdami z całej stawki, którą stanowiło między innymi Porsche 1500 RS Milivoja Božicia oraz jednomiejscowe Škody. W treningach Jankowski uzyskał najlepszy czas spośród wszystkich zawodników, przez co startował z pole position. Na starcie wyścigu pojawiły się problemy ze sprzęgłem, przez co Jankowski spadł na dalsze pozycje, a liderem został Bielak. W Krabie Bielaka uszkodzeniu uległa jednak skrzynia biegów, natomiast Jankowski stopniowo odrabiał miejsca. Po wyprzedzeniu Škód Čížkovskýego i Bobka Jankowski zajmował drugie miejsce, ale nie był w stanie dogonić Božicia, ponadto z prawej tylnej opony uciekało powietrze. Polski kierowca zajął zatem drugą pozycję w wyścigu.

### 1959
Przed sezonem 1959 zniesiono w Wyścigowych Samochodowych Mistrzostwach Polski podział na klasy. W Raku 650 dokonano kilku zmian, między innymi przesunięto do przodu koło kierownicy, wymieniono przednie amortyzatory oraz oddzielnie umieszczono sprężyny resorujące. Aby poprawić chłodzenie silnika oraz zmniejszyć opory powietrza, zamontowano kanał, biegnący na wysokości prawego ramienia kierowcy. Kanał ten kierował powietrze na górną część silnika i zasłaniał miejsce pasażera. Podwyższone zostały także boczne poszycia nadwozia. Zastosowano wyższe tłoki i paliwo z domieszką alkoholu, co zwiększyło moc silnika do 60 KM; jednak paliwo tego typu nie zawsze było dopuszczane.
Jankowski wygrał pierwszy wyścig sezonu, rozgrywany 7 czerwca w Opolu. Kierowca ten triumfował także w kolejnym wyścigu w Lublinie. 20 września rozegrano wyścig we Wrocławiu, w którym triumfował Rudolf Wrocławski, a Jankowski był szósty. Ostatni wyścig sezonu odbył się 11 października w Częstochowie i składał się z trzech biegów. W pierwszym biegu w Raku Jankowskiego awarii uległa świeca zapłonowa, natomiast w drugim (w którym ustalił też najszybsze okrążenie) zajął on trzecie miejsce. Jankowski zdobył tytuł wicemistrza Polski, ustępując Wrocławskiemu. Ponadto zwyciężył w wyścigu w Budapeszcie.

## Dalsze losy modelu
Ze względu na fakt, iż samochód po dwóch latach rywalizacji zaczynał być awaryjny (remontu wymagały silnik i nadwozie), Jankowski podjął decyzję o jego gruntownej przebudowie. Aby zwiększyć konkurencyjność, zdecydował o podniesieniu mocy zespołu napędowego poprzez zastosowanie dwóch silników Triumph T110, połączonych samochodową skrzynią biegów wywodzącą się z Wartburga. Pozwoliło to na osiągnięcie mocy rzędu 100 KM, a prędkości maksymalnej około 200 km/h. Zastosowanie dwóch silników wymusiło przemieszczenie pozycji kierowcy, przez co zmienione zostało także nadwozie i karoseria. Ten samochód nazwano Rak 1300 (w innych źródłach Rak 2T i Rak T2). Użycie dwóch silników powodowało problemy (przerywające pracę silniki, pękające kolektory ssące). W mistrzostwach Polski samochód zadebiutował w sezonie 1961 podczas rundy w Opolu 21 maja. Jankowski wygrał ten wyścig, podobnie jak drugi wyścig w Opolu, w którym pokonał między innymi kierowców z NRD – Maksa Byczkowskiego i Heinza Melkusa na Melkusach. Jankowski zajął drugie miejsce w klasyfikacji generalnej sezonu. W sezonie 1962 z Raka 1300 korzystał Władysław Paszkowski, który w formule wolnej raz zwyciężył (w Krakowie), a raz zajął drugie miejsce (w Szczecinie). Na sezon 1963 kierowcą samochodu został Zbigniew Sucharda. Jednakże w drugim wyścigu sezonu, w Lublinie, wskutek pęknięcia przewodu paliwowego doszło do pożaru, który poważnie uszkodził samochód. W związku z wprowadzeniem nowych przepisów po 1964 roku zdecydowano o jego nieodbudowywaniu.
Dalsze losy samochodu, aż do lat 90., nie są znane. Około 1996 roku Rak 1300 został odnaleziony w kurniku w jednej ze wsi pod Radomiem. Samochód prawdopodobnie miał być dostosowany do codziennego użytku, stąd też miał wykonane otwory na oświetlenie, zespół napędowy Syreny oraz poszerzoną środkową część ramy. Na początku XXI wieku samochód został wystawiony na sprzedaż. W 2010 roku zakupił go Robert Steć, który wyremontował podwozie oraz planował przywrócić pojazd do stanu oryginalnego.